# سارات‌لی (گول‌آغاچ)
سارات‌لی (به ترکی استانبولی: Saratlı) یک منطقهٔ مسکونی در ترکیه است که در گول‌آغاچ واقع شده‌است.